# 浜田市消防本部
浜田市消防本部（はまだししょうぼうほんぶ）は、島根県浜田市の消防部局（消防本部）。

## 管内の現況
- 管内の人口 - 53,710人

2019年（平成31年）4月1日現在
- 管内の世帯数 - 26,181世帯

2019年（平成31年）4月1日現在
- 管内の面積 - 690.66 km2

2018年（平成30年）10月1日現在

## 沿革
- 1948年（昭和23年）7月21日 - 旧浜田市消防本部が発足する。
- 1990年（平成2年）
  - 4月1日 - 浜田那賀消防組合が設置される。
  - 10月1日 - 浜田那賀消防組合による消防業務が開始される。
- 1997年（平成9年）4月1日 - 浜田地区行政組合の発足に伴い、浜田地区消防本部に改称する。
- 2005年（平成17年）10月1日 - 浜田市、金城町、旭町、弥栄村の合併し、新浜田市が誕生。それに伴い、浜田市消防本部が発足する。
- 2007年（平成19年）4月1日 - 高機能消防指令センターの運用を開始する。

## 組織
消防職員の数は2019年（平成31年）4月1日現在、127人である。
- 消防長（消防監）
  - 総務課
  - 予防課
  - 通信指令課
  - 警防課
  - 浜田消防署
    - 桜ヶ丘出張所

  - 東部消防署
    - 金城出張所
    - 旭出張所

  - 西部消防署
    - 弥栄出張所